# Антон, Игор
И́гор Анто́н Эрна́ндес (исп. Igor Anton Hernández; род. 2 марта 1983, Гальдакано, Испания) — испанский профессиональный шоссейный велогонщик, баскского происхождения, выступающий за команду Dimension Data.

## Карьера
Первый профессиональный контракт Игор Антон подписал в 2005 году с баскской национальной командой Euskaltel-Euskadi, за которую выступал вплоть до её закрытия в 2013 году.
Первым серьёзным успехом для Антона стала одержанная в сентябре в 2006 года победа на 16-м этапе веломногодневки Вуэльта до обсерватории Калар-Альто. Уже тогда Антон проявил себя отличным горным гонщиком. Кроме победы на Вуэльте он выиграл горную гонку Escalada a Montjuïc в Барселоне.
В 2007 году Антон выиграл этап на Туре Романдии, закончил его на седьмой позиции и стал одним из лидеров команды Euskaltel-Euskadi на следующий сезон.
Ещё более впечатляющим для Игора вышло начало сезона 2008 — он стал третьим в общем зачете Тура Швейцарии, на котором выиграл один из этапов. На Вуэльте Антон находился в блестящей форме и на равных конкурировал с Алехандро Вальверде и Альберто Контадором, но на 13-м этапе до Альто ди Англиру он упал, сломал ключицу и вынужден был сойти с гонки.
В следующем году Антон стартовал на Тур де Франс, но не смог проявить себя на этой гонке из-за очередного падения. Единственной победой для него стала победа в классической горной гонке Subida a Urkiola.
2010 год стал для Антона более удачным — он неплохо выступил на весенних классических гонках, став четвёртым на гонке Флеш Валонь и седьмым на Льеж — Бастонь — Льеж. В сентябре Антон в качестве капитана Euskaltel-Euskadi отправился на Вуэльту, где показал отличную готовность: он выиграл четвёртый этап до Вальдепеньяс-де-Хаэн и 11-й этап до Вальнорда. После половины гонки Антон был лидером генеральной классификации, имея более 40 секунд преимущества над Винченцо Нибали. Однако 11 сентября, на 14-м этапе до Пенья-Кабарга Игор Антон упал перед самым началом финишного подъёма, сломал локоть и вынужден был покинуть гонку.
В сезоне 2011 года, полностью восстановившись после перелома, Антон поставил себе новые цели: участие в Джиро д'Италия и Вуэльте. На 14 этапе Джиро с финишем в легендарный Дзонколан он за 5 км оторвался от лидирующей группы, включающей в себя лидера генеральной классификации Альберто Контадора. Атака завершилась красивой сольной победой, что поставило баска в один ряд с такими легендарными спортсменами, как Джильберто Симони и Иван Бассо. Однако уже на следующий день Игор потерял все шансы на высокое место в генерале, проиграв почти 8 минут. А в итоге он занял лишь 17 место.
Несмотря на это, Игор был главным фаворитом на старте Вуэльты. Однако, он не смог держаться с лучшими в первых высоких горах по причине болезни. По ходу гонки состояние стало улучшаться и он занял шестое место на Англиру и пятое место на этапе в финишем в Пенья Кабарга, где год назад потерял шансы на общую победу. Апофеозом его выступлений на испанской супермногодневке стала победа в Бильбао, крупнейшем городе Страны Басков, что было немаловажно как для команды, так и для коренного баска, коим и являлся Игор.
Последними гонками в сезоне 2011 года для баска стали однодневная Джиро Ломбардии, где он занял 15 место и многодневная гонка Тур Пекина, где Антон завоевал гороховую майку лучшего горного гонщика.
Весной 2012 года Антон вновь оправдал звание невезучего гонщика, сломав ключицу на «нулевом километре» Льеж — Бастонь — Льеж. Это вынудило его сделать ставку на вторую часть сезона, а конкретно на Вуэльту. Однако, былая форма не вернулась —  Игор закончил Вуэльту на 9-м месте в генеральной классификации, пройдя большинство этапов в оборонительном ключе, позади основных действующих лиц во главе с Альберто Контадором.
В 2013 году принял участие в двух супермногодневках: на юбилейной Большой Петле занял 23-е место, на Вуэльте — 20-е.
После того, как команда Антона «Euskaltel-Euskadi» прекратила существование баск долгое время не мог найти себе команду, но в декабре 2013 года подписал двухлетнее соглашение с испанской Movistar Team. 
С 2016 года выступает за Dimension Data

## Статистика выступлений наГранд Турах
| Гранд Тур | 2005 | 2006 | 2007 | 2008 | 2009 | 2010 | 2011 | 2012 | 2013 | 2014 | 2015 | 2016 | 2017 |
| --------- | ---- | ---- | ---- | ---- | ---- | ---- | ---- | ---- | ---- | ---- | ---- | ---- | ---- |
| Джиро     | 83   | -    | -    | -    | -    | -    | 17   | -    | -    | 37   | 38   | 28   | 62   |
| Тур       | -    | -    | сход | -    | 66   | -    | -    | -    | 23   | -    | -    | -    |      |
| Вуэльта   | -    | 15   | 8    | сход | 33   | сход | 33   | 9    | 20   | -    | -    | сход |      |